# Sika Koné
Sika Koné (Bamako, 13 luglio 2002) è una cestista maliana.

## Carriera
È stata selezionata dalle New York Liberty al terzo giro del Draft WNBA 2022 (29ª scelta assoluta).
Con il Mali ha disputato i Campionati mondiali del 2022 e i Campionati africani del 2021.